# Reba Nell McEntire
Reba Nell McEntire (født 28. marts 1955) er en amerikansk countrysanger og skuespiller. Hun begyndte sin karriere inden for musikindustrien ved at synge med sine søskende på lokale radio-programmer og til rodeoshows. Hun blev inviteret til at optræde ved rodeoen i Oklahoma City, hvilket fik artisten, Red Steagall, til at blive opmærksom på hende. Han bragte hende til Nashville, Tennessee, hvor hun endte med at skrive kontrakt med Mercury Records i 1975. Hun udgav sit første solo album i 1977 og udgav yderlige fem  albums for forlaget frem til 1983.
Ved at underskrive en kontrakt med MCA Nashville Records, fik McEntire kreativ kontrol over sit andet MCA album, My kind of love (1984), hvilket havde en mere traditionel country-lyd og producerede to nummer-et singler: How Blue and Somebody Should Leave. Albummet skabte et gennembrud og sikrede hende en række af succesfulde albums og numre gennem 1980'erne og 1990'erne. McEntire har siden udgivet 29 albums, 40 nummer-et singler, 16 nummer-et albums, og 28 albums er blevet hædret med Guld, Platinum eller Multi-Platinum. Hendes album For My Broken Heart satte ny standard for kvindelige country-artister, da det blev det første country-album udgivet af en kvinde, som blev hædret med double-platin (2 millioner solgte kopier). 
I de tidlige 1990'ere, startede McEntire sin medvirkende i film, ved at være med i Tremors (1990). Siden har hun medvirket i Broadway opsætningen af Annie Get Your Gun og medvirkede i hendes tv-serie, Reba (2001-2007) for hvilken hun blevet nomineret til en Golden Globe Award for  Best Performance by an Actress in a Television Series–Musical or Comedy. Hun er kendt som dronning af country, efter at have solgt 41 millioner albums i USA og mere end 56 på verdensbasis. I USA er hun rangeret som den 7. bedst sælgende kvindelige kunstner inden for alle genre og den næst mest sælgende kvindelige country-kunstner nogen sinde.